# Лівобережне (Чечня)
Лівобережне (рос. Левобережное) — село у Наурському районі Чечні Російської Федерації.
Населення становить 2353 особи. Входить до складу муніципального утворення Лівобережненське сільське поселення.

## Історія
Згідно із законом від 14 липня 2008 року органом місцевого самоврядування є Лівобережненське сільське поселення.

## Населення
| 1990 | 2002  | 2010  |
| ---- | ----- | ----- |
| 2100 | ↗2660 | ↘2353 |